# Université de sciences et técniques de Masuku
La Universidad Científica y Tecnológica de Masuku (en francés: Université de sciences et técniques de Masuku) es un establecimiento público de enseñanza superior, fundada en 1986, en Franceville, Haut-Ogooué.

## Organización
Se compone de tres áreas principales:
- Facultad de Ciencias (Química, Biología, Geología, Físico-matemáticas y Físico-química).
- Escuela Politécnica de Masuku
- Instituto Nacional Superior de Agronomía y Biotecnología